# Черних Сергій Петрович
Сергі́й Петро́вич Черни́х (9 жовтня 1960, Уссурійськ, Приморський край, Росія) — український правоохоронець і високопосадовець. Генерал-полковник. Перший заступник Міністра внутрішніх справ України (2011—2013). Перший заступник голови СБУ (2013—2014).

## Життєпис
Народився 9 жовтня 1960 року м. Уссурійськ Приморського краю. Закінчив Полтавський інженерно-будівельний інститут (1982 р.), Українську академію внутрішніх справ (1993 р.).
Роботу в органах внутрішніх справ розпочав у листопаді 1982 року на посаді інженера відділення пожежної охорони відділу внутрішніх справ УВС Полтавської області.
З 1984 року проходив службу в оперативних підрозділах на посадах середнього та начальницького складу в службі по боротьбі з економічною злочинністю та на керівних посадах у Головному управлінні по боротьбі з організованою злочинністю і Головному управлінні Державної служби боротьби з економічною злочинністю МВС України. З вересня 1996 року очолював Управління МВС України в Полтавській області.
У вересні 1998 року переведений до Служби безпеки України, де обіймав посади заступника начальника, начальника Департаменту контррозвідувального захисту економіки держави, а з серпня 2001 року по вересень 2003 року — заступника голови Служби безпеки України.
З огляду на значний досвід роботи у сфері боротьби з економічною та організованою злочинністю у вересні 2003 року призначений заступником Секретаря Ради національної безпеки і оборони України.
З січня по грудень 2007 року працював директором Департаменту Державної служби боротьби з економічною злочинністю МВС України.
У березні 2010 року призначений першим заступником Міністра внутрішніх справ України — начальником Головного управління по боротьбі з організованою злочинністю.
У січні 2011 року призначений заступником Міністра внутрішніх справ України.
У грудні 2011 року призначений першим заступником Міністра внутрішніх справ України.
Перший заступник голови Служби безпеки України з 01.03.2013 по 28.02.2014 рр.
4 листопада 2014 року звільнений з військової служби в запас Служби безпеки України у зв'язку з проведенням організаційних заходів з правом носіння військової форми одягу.

## Захоплення
Колекціонер-філателіст, лауреат національних філателістичних виставок. Автор книжок «Історія пошти очима філателіста» (2021), «Лабіринти долі полтавського „предводителя дворянства“» (у співавторстві з Олександром Христенком, 2021).

## Нагороди та відзнаки
- Орден «За заслуги» 3-го ступеня (2003)[6].